# Rivière des Habitants
Rivière des Habitants är ett vattendrag i Kanada.   Det ligger i provinsen Québec, i den östra delen av landet, 500 km nordost om huvudstaden Ottawa. Rivière des Habitants ligger vid sjön Lac Chabot.
I omgivningarna runt Rivière des Habitants växer i huvudsak blandskog. Runt Rivière des Habitants är det mycket glesbefolkat, med 6 invånare per kvadratkilometer.